# Wereldkampioenschap schaatsen allround vrouwen 1977
Het achtendertigste Wereldkampioenschap schaatsen allround voor vrouwen werd op 12 en 13 februari 1977 verreden op het Speed & Figure Skating Centre van het in de Rocky Mountains gelegen Keystone, Verenigde Staten.
Drieëntwintig schaatssters uit negen landen, de Verenigde Staten (4), Canada (3), Japan (1), Finland (1), Nederland (4), Noorwegen (2), de Sovjet-Unie (4), West-Duitsland (1), Zweden (3), namen eraan deel. Zeven rijdsters debuteerden deze editie.
Voor de 16e keer zouden drie Sovjet-Russinnen het erepodium bij de huldiging beklimmen. 
Vera Brindzej werd de twaalfde Sovjet-Russin die de wereldtitel veroverde, de 21e voor de Sovjet-Unie. Galina Stepanskaja en Galina Nikitina werden tweede en derde.
Het was het vierde WK Allround waarop alle vijf de kampioenschapsrecords werden verbeterd, na het WK van 1937, het WK van 1963, en het WK van 1969.
De Nederlandse afvaardiging, onder leiding van coach Ab Krook,  bestond dit jaar uit Annie Borckink, Sijtje van der Lende, Haitske Pijlman en debutante Joke van Rijssel.
De Noorse Lisbeth Korsmo-Berg reed dit jaar haar tiende WK Allround. Zij was daarmee de vijfde vrouw die dit aantal bereikte, Eevi Huttunen in '59, Christina Scherling in '65, Kaija Mustonen in '68 en Sigrid Sundby  in '73 waren haar hierin voor gegaan.
Ook dit kampioenschap werd over de kleine vierkamp,respectievelijk de 500m, 1500m,1000m, en 3000m, verreden. De tijden op de 500m zijn handgeklokte tijden. Tijdens de zesde rit tussen Pijlman en Järnström raakte de elektronische tijdwaarneming defect en golden alle handgeklokte tijden voor de uitslag.

## Medailles per afstand
| Afstand | Goud ·             | Zilver ·             | Brons ·         |
| ------- | ------------------ | -------------------- | --------------- |
| 500m    | Vera Brindzej      | Paula-Irmeli Halonen | Beth Heiden     |
| 1500m   | Galina Stepanskaja | Sylvia Burka         | Vera Brindzej   |
| 1000m   | Vera Brindzej      | Sylvia Burka         | Galina Nikitina |
| 3000m   | Galina Stepanskaja | Beth Heiden          | Galina Nikitina |

## Klassement
| Rang   | Schaatsster          | Land             | Punten  | 500m      | 1500m        | 1000m        | 3000m          |
| ------ | -------------------- | ---------------- | ------- | --------- | ------------ | ------------ | -------------- |
| Goud   | Vera Brindzej        | Sovjet-Unie      | 177,085 | 41,7 (1)  | 2.12,43 (3)  | 1.25,27 (1)  | 4.51,64 (5)    |
| Zilver | Galina Stepanskaja   | Sovjet-Unie      | 178,297 | 43,5 (15) | 2.11,85 (1)  | 1.26,21 (4)  | 4.46,45 (1)    |
| Brons  | Galina Nikitina      | Sovjet-Unie      | 178,624 | 42,8 (6)  | 2.14,36 (5)  | 1.25,91 (1)  | 4.48,49 (3)    |
| 4      | Beth Heiden          | Verenigde Staten | 179,107 | 42,5 (3)  | 2.14,40 (6)  | 1.27,47 (9)  | 4.48,43 (2)    |
| 5      | Haitske Pijlman      | Nederland        | 181,057 | 42,8 (6)  | 2.14,91 (10) | 1.26,58 (5)  | 4.59,98 (8)    |
| 6      | Lisbeth Korsmo-Berg  | Noorwegen        | 181,147 | 43,0 (9)  | 2.14,33 (4)  | 1.29,60 (18) | 4.51,42 (4)    |
| 7      | Kim Kostron          | Verenigde Staten | 182,190 | 43,0 (9)  | 2.14,78 (9)  | 1.26,94 (6)  | 5.04,76 (12)   |
| 8      | Annie Borckink       | Nederland        | 182,229 | 43,3 (13) | 2.14,51 (7)  | 1.27,75 (10) | 5.01,30 (9)    |
| 9      | Galina Blinkova      | Sovjet-Unie      | 182,240 | 43,2 (12) | 2.17,67 (14) | 1.27,24 (7)  | 4.57,18 (6)    |
| 10     | Pat Durnin           | Canada           | 182,573 | 43,1 (11) | 2.14,91 (10) | 1.28,06 (12) | 5.02,84 (10)   |
| 11     | Sijtje van der Lende | Nederland        | 182,925 | 44,4 (11) | 2.14,75 (8)  | 1.27,31 (8)  | 4.59,72 (7)    |
| 12     | Paula-Irmeli Halonen | Finland          | 183,204 | 42,2 (2)  | 2.16,58 (12) | 1.28,01 (11) | 5.08,83 (13)   |
| 13     | Sylvia Filipsson     | Zweden           | 185,054 | 43,9 (19) | 2.18,11 (15) | 1.28,75 (17) | 5.04,45 (11)   |
| 14     | Cindy Seikkula       | Verenigde Staten | 185,892 | 43,3 (13) | 2.18,5 (16)  | 1.28,51 (15) | 5.12,84 (14)   |
| 15     | Sylvia Burka         | Canada           | 187,320 | 42,8 (6)  | 2.12,01 (2)  | 1.25,67 (2)  | 5.46,09 * (16) |
| 16     | Joke van Rijssel     | Nederland        | 187,897 | 43,7 (18) | 2.16,97 (13) | 1.28,46 (13) | 5.25,86 * (15) |
| NC17   | Kathy Vogt           | Canada           | 134,807 | 43,5 (15) | 2.21,17 (19) | 1.28,50 (14) | -              |
| NC18   | Makiko Nagaya        | Japan            | 134,840 | 42,6 (4)  | 2.21,06 (18) | 1.30,44 (20) | -              |
| NC19   | Ann-Sofie Järnström  | Zweden           | 135,283 | 43,5 (15) | 2.22,30 (20) | 1.28,70 (16) | -              |
| NC20   | Anna Lenner          | Zweden           | 135,493 | 42,7 (5)  | 2.23,59 (22) | 1.29,86 (19) | -              |
| NC21   | Nancy Swider         | Verenigde Staten | 136,127 | 44,3 (20) | 2.19,16 (17) | 1.30,88 (22) | -              |
| NC22   | Janne Tenmann        | Noorwegen        | 137,473 | 44,6 (23) | 2.22,33 (21) | 1.30,86 (21) | -              |
| NC23   | Brigitte Flierl      | West-Duitsland   | 138,301 | 44,4 (21) | 2.23,84 (23) | 1.31,91 (23) | -              |

* = met val
NC = niet gekwalificeerd
NF = niet gefinisht
NS = niet gestart
DQ = gediskwalificeerd
Vet gezet = kampioenschapsrecord